# Mill Valley Film Festival

Logo festivalu

Mill Valley Film Festival (MVFF) je filmový festival pořádaný organizací California Film Institute v kalifornském městě Mill Valley. Založil jej Mark Fishkin v srpnu roku 1978. Každý rok jej navštíví tisíce lidí a často také režiséři či herci. Řada filmů zde měla svou světovou premiéru. Koná se vždy v říjnu a vedle amerických filmů jsou zde často prezentovány také zahraniční snímky.